# Alvin Stardust
Alvin Stardust, eigentlich Bernard William Jewry, auch als Shane Fenton bekannt, (* 27. September 1942 in London; † 23. Oktober 2014 in Billingshurst, West Sussex) war ein britischer Rockmusiker und Schauspieler.

## Werdegang
Als vierjähriger Junge begeisterte sich Bernard William Jewry für Pantomime. Anfang der 1960er Jahre ersetzte er den verstorbenen Sänger Johnny Theakston in der Gruppe Shane Fenton & the Fentones, die im Juni 1962 mit der Single Cindy’s Birthday einen Top-20-Hit in der britischen Hitparade verzeichnen konnte.

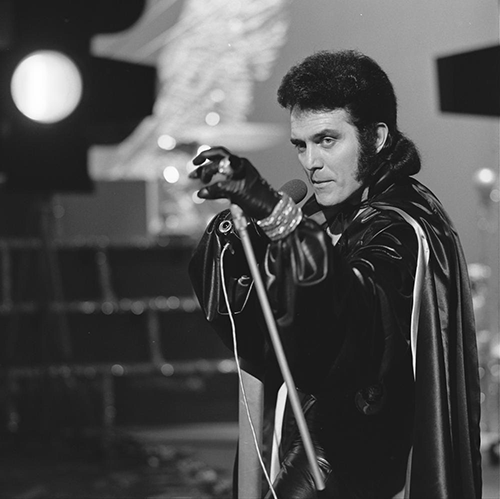
Alvin Stardust (1974)

1965 wurde er Manager und kümmerte sich um Interpreten wie Lulu oder The Hollies. Anfang der 1970er Jahre traf Jewry den Produzenten Peter Shelley. Er gab sich den Künstlernamen Alvin Stardust und war von 1974 bis 1975 einer der populärsten Stars der Glam-Rock-Szene. Das schwarze Lederoutfit übernahm er von Dave Berry. Stardust konnte sich zwischen 1973 und 1976 mit sechs von Peter Shelley geschriebenen Songs in der britischen Top 20 platzieren. Erst in den 1980er Jahren konnte er drei weitere Hits verbuchen, darunter Pretend (1981, geschrieben von Nat King Cole) und die von Mike Batt geschriebene Hommage I Feel Like Buddy Holly (1984), deren Text sich unter anderem auf Buddy Hollys Raining in My Heart sowie Paul McCartneys Beatles-Lied Yesterday und Paul Simons Homeward Bound bezieht. Im April 1985 nahm er am britischen Vorentscheid zum Eurovision Song Contest teil. Trotz seines Comebacks landete er mit seinem Beitrag The Clock on the Wall hinter den Newcomerinnen Vikki und Kerri Wells nur auf dem dritten Platz.
Jewry wirkte als Schauspieler in Musicalaufführungen von Godspell und Chitty Chitty Bang Bang mit. Zudem hatte er Nebenrollen in einigen britischen Fernsehserien wie Hollyoaks oder The Grimleys. Sein Sohn Adam Fenton (* 1972) ist ein bekannter britischer Drum-and-Bass-Produzent.
2004 wurde die mit der deutschen Rockabilly-Band The Wild Black Jets eingespielte Single Boppin’ on a Saturday Night veröffentlicht, die bei deutschen, niederländischen und britischen Radiostationen sehr häufig gespielt wurde; es folgte eine gemeinsame Club-Tour. 2007 erschien das zusammen aufgenommene Album Rockin’ Train. 
Jewry starb am 23. Oktober 2014 im Alter von 72 Jahren in seinem Zuhause in Billingshurst in der südenglischen Grafschaft West Sussex an den Folgen einer Prostatakrebs-Erkrankung.

## Diskografie

### Alben
| Jahr | Titel           | Höchstplatzierung, Gesamtwochen, AuszeichnungChartplatzierungen (Jahr, Titel, Platzierungen, Wochen, Auszeichnungen, Anmerkungen) | Höchstplatzierung, Gesamtwochen, AuszeichnungChartplatzierungen (Jahr, Titel, Platzierungen, Wochen, Auszeichnungen, Anmerkungen) | Höchstplatzierung, Gesamtwochen, AuszeichnungChartplatzierungen (Jahr, Titel, Platzierungen, Wochen, Auszeichnungen, Anmerkungen) | Anmerkungen |
| Jahr | Titel           | DE | AT | UK | Anmerkungen |
| ---- | --------------- | --- | --- | --- | ----------- |
| 1974 | The Untouchable | DE41 (8 Wo.)DE | — | UK4 Gold · (12 Wo.)UK |             |
| 1974 | Alvin Stardust  | — | — | UK37 Silber · (3 Wo.)UK |             |
| 1975 | Rock with Alvin | — | — | UK52 (2 Wo.)UK |             |

Weitere Alben
- 1982: I’m A Moody Guy (als Shane Fenton and the Fentones)
- 1983: A Picture of You
- 1984: I Feel Like ...
- 2007: Rockin’ Train (mit The Wild Black Jets)

### Kompilationen
- 1977: Greatest Hits
- 1982: Profile
- 1987: 20 of the Best
- 1993: The Hits Go On
- 1993: I’m a Moody Guy (als Shane Fenton and the Fentones)
- 1996: Still Standing. Greatest & Latest
- 2001: The Alvin Stardust Story
- 2003: The Complete A-Sides and B-Sides (als Shane Fenton and the Fentones)
- 2005: The Platinum Collection

### Singles
| Jahr | Titel Album                                           | Höchstplatzierung, Gesamtwochen, AuszeichnungChartplatzierungen (Jahr, Titel, Album, Platzierungen, Wochen, Auszeichnungen, Anmerkungen) | Höchstplatzierung, Gesamtwochen, AuszeichnungChartplatzierungen (Jahr, Titel, Album, Platzierungen, Wochen, Auszeichnungen, Anmerkungen) | Höchstplatzierung, Gesamtwochen, AuszeichnungChartplatzierungen (Jahr, Titel, Album, Platzierungen, Wochen, Auszeichnungen, Anmerkungen) | Anmerkungen                   |
| Jahr | Titel Album                                           | DE | AT | UK | Anmerkungen                   |
| ---- | ----------------------------------------------------- | --- | --- | --- | ----------------------------- |
| 1961 | I’m A Moody Guy                                       | — | — | UK22 (8 Wo.)UK | Shane Fenton and the Fentones |
| 1962 | Walk Away –                                           | — | — | UK38 (5 Wo.)UK | Shane Fenton and the Fentones |
| 1962 | It’s All Over Now –                                   | — | — | UK29 (7 Wo.)UK | Shane Fenton and the Fentones |
| 1962 | Cindy’s Birthday –                                    | — | — | UK19 (8 Wo.)UK | Shane Fenton and the Fentones |
| 1973 | My Coo Ca Choo The Untouchable                        | DE3 (23 Wo.)DE | AT2 (16 Wo.)AT | UK2 Silber · (21 Wo.)UK |                               |
| 1974 | Jealous Mind The Untouchable                          | DE5 (16 Wo.)DE | AT10 (8 Wo.)AT | UK1 (11 Wo.)UK |                               |
| 1974 | Red Dress Alvin Stardust                              | DE14 (7 Wo.)DE | AT8 (8 Wo.)AT | UK7 (8 Wo.)UK |                               |
| 1974 | You You You Alvin Stardust                            | DE19 (8 Wo.)DE | AT4 (8 Wo.)AT | UK6 Silber · (10 Wo.)UK |                               |
| 1974 | Tell Me Why Alvin Stardust                            | — | — | UK16 (8 Wo.)UK |                               |
| 1975 | Good Love Can Never Die Rock With Alvin               | DE35 (2 Wo.)DE | — | UK11 (9 Wo.)UK |                               |
| 1975 | Sweet Cheatin’ Rita –                                 | — | — | UK37 (4 Wo.)UK |                               |
| 1981 | Pretend A Picture Of You                              | DE36 (14 Wo.)DE | AT5 (10 Wo.)AT | UK4 Silber · (10 Wo.)UK |                               |
| 1981 | A Wonderful Time Up There A Picture Of You            | DE61 (3 Wo.)DE | — | UK56 (8 Wo.)UK |                               |
| 1984 | I Feel Like Buddy Holly I Feel Like... Alvin Stardust | DE37 (10 Wo.)DE | — | UK7 (12 Wo.)UK |                               |
| 1984 | I Won’t Run Away I Feel Like... Alvin Stardust        | — | — | UK7 (15 Wo.)UK |                               |
| 1984 | So Near to Christmas I Feel Like... Alvin Stardust    | — | — | UK29 (7 Wo.)UK |                               |
| 1985 | Got a Little Heartache –                              | — | — | UK55 (4 Wo.)UK |                               |

grau schraffiert: keine Chartdaten aus diesem Jahr verfügbar
Weitere Singles
- 1962: Why Little Girl (als Shane Fenton and the Fentones)
- 1962: Too Young for Sad Memories (als Shane Fenton and the Fentones)
- 1963: Hey Miss Ruby (als Shane Fenton and the Fentones)
- 1963: Don’t Do That (als Shane Fenton)
- 1963: A Fool’s Paradise (als Shane Fenton)
- 1975: Move It
- 1975: Angel from Hamburger Heaven
- 1976: It’s Better to Be Cruel Than Be Kind
- 1977: Growin’ Up
- 1977: Sweet Little Rock’n’Roller
- 1977: Shane Fenton & the Fentones (EP) (als Shane Fenton and the Fentones)
- 1982: Weekend
- 1982: I Want You Back in My Life Again
- 1983: Walk Away Renee
- 1983: Candy
- 1983: Corina Can
- 1985: Sleepless Nights
- 1986: Jailhouse Rock
- 1986: I Hope and I Pray (mit Sheila Walsh)
- 1989: Christmas